# Московский театр кукол
Моско́вский теа́тр ку́кол — первый из ныне действующих государственных театров кукол Москвы и один из старейших в России. Был основан в 1929 году в системе Госиздата режиссёром Виктором Швембергером. Театр использует различные кукольные техники: от старинных марионеток до каркасных кукол крупных размеров, проводит музыкальные постановки с участием живого оркестра. Также в его репертуар входят «спектакли с закрытыми глазами», события которых разворачиваются в полной темноте, а всё действие основано на звуках, запахах, тактильных ощущениях, что делает представление доступным для незрячих людей. Театр является базовой площадкой Московского международного фестиваля театров кукол.

## История

### Карьера основателя
Основатель Московского театра кукол Виктор Александрович Швембергер родился в Ставрополе 23 января 1892 года. Летом 1898-го его семья переехала в Пятигорск, где Швембергер впервые увидел передвижной кукольный театр. В 1912 году молодой человек переехал в Москву и, побывав на спектакле «Навьи чары» Фёдора Сологуба в Студии Фёдора Комиссаржевского, решил стать актёром. Его кандидатуру одобрили на следующий день, но вскоре Швембергер ушёл в Студию Евгения Вахтангова. В 1918-м он добровольно вступил в 25-й лёгкий артиллерийский дивизион в Москве, и в начале 1919 года был отправлен на Украину. В Киеве он встретился с Константином Марджановым и получил предложение стать актёром в передвижном театре.
В конце 1919 года Швембергер оказался в Чернигове, где ему предложили возглавить государственный драматический театр. Вместе с этим театром Швембергер организовал драматическую студию, а затем Кукольный театр Соцвоса, то есть социалистического воспитания. Скульптор Георгий Нерода сделал для студии Швембергера несколько кукол: Петрушку, Лекаря-аптекаря, Городового, собаку Шавочку. Работа с куклами вошла в студийные занятия. В планах Швембергера было создание кукольных спектаклей по классической литературе, включая произведения Николая Гоголя, Мольера, Антона Чехова и Александра Куприна.

### Театр детской книги
Летом 1922 года Виктор Швембергер вернулся в Москву. Один год он проработал в 3-й студии МХАТ, затем перешёл в Студию Рубена Симонова. В конце 1920-х он сделал попытку постановки кукольного спектакля в манере итальянской комедии импровизации. В 1929 году в Госиздате появилась идея создания театра кукол для пропаганды детской литературы. Виктор Швембергер с женой Надеждой Сазоновой приступили к созданию Московского театра детской книги. В этом им помогли артист Сергей Задонин и бродячий кукольник Иван Зайцев, поддержку оказал руководитель Госиздата Артемий Халатов.
Мы задумывали «Театр чтеца», который помог бы научить ребят, как мы говорили, образно читать — читая, ясно представлять себе в образах то, что читаешь, насыщая это своей фантазией, опытом, знанием. Обогащать чтение своими жизненными впечатлениями, а иногда и споря с автором. Вот в этом мы видели пропаганду детской книги, задачу Театра Детской Книги.Виктор Швембергер
Виктор стал режиссёром и, взяв за основу сюжеты из детского журнала «Ёж», написал пьесу «Ёж, Петрушка и две обезьяны». Спектакль был показан 8 февраля 1930 года в здании Госиздата. Он не только знакомил зрителей с журналом и несколькими детскими книгами, но и приобщал детей к чтению книг и прививал бережное к ним отношение. Изначально в театре существовала одна бригада, работу которой оплачивал Госиздат. Сами спектакли проводились бесплатно. Но популярность росла, и через месяц после открытия появились ещё две бригады. Чтобы подчеркнуть связь театра с Госиздатом, ему было присвоено имя руководителя организации Артемия Халатова.
В мае 1930 года состоялась Первая Всероссийская конференция работников кукольных театров, на которой было принято постановление об организации Центрального театра кукол на базе Театра детской книги. Это была экспериментальная лаборатория кукольного жанра, результатами которой могли пользоваться остальные театры. Первые выступления коллектива получили одобрение Максима Горького, а с театром сотрудничали Сергей Михалков, Самуил Маршак, Михаил Светлов, Нина Гернет и другие авторы.

### 1-й Московский кукольный театр
30 сентября 1930 года театр получил статус профессионального, переехал в стационарное помещение на Петровских линиях — особняк, построенный в 1868-м, — и был зарегистрирован как Первый театр кукол в Москве. Художественным руководителем остался Виктор Швембергер, директором — Агния Михайловна Витман. Труппа состояла из трёх бригад по два человека: актёра-кукольника и цимбалиста-гармониста, который работал перед ширмой. Через год театр оформили как самостоятельную организацию при правлении ОГИЗа. Актёры отправлялись на гастроли по всей стране. Главным героем спектаклей был Петрушка, но, в отличие от классического бродяги, представал перед зрителями в виде путешественника. 18 марта 1932 года прошёл торжественный 1000-й спектакль, на котором зачитали доклады «Задача советского Детского театра», «Работа театра Детской книги за 2 года существования», а также показали отрывки из пьес «Ёж и Петрушка» и «Мы на страже пятилетки». Осенью того же года организацию перевели в ведение Школьного сектора Наркомпроса и включили в систему учреждений при Центральном доме художественного воспитания детей РСФСР имени Андрея Бубнова. В этом же году театр начал обслуживать 32 пионерских лагеря, а в следующем году — 127 по заданию Московского областного дома художественного воспитания детей и ещё несколько десятков от других организаций. После представлений детям предлагали выполнить зарисовки по увиденным спектаклям. Рисунки хранились в театре.
К 1933 году в репертуаре театра было около десяти постановок: «Ёж и Петрушка», «Всегда готов», «Петрушка путешественник», «Всем, всем, всем — сев, сев, сев!», «Три революции», «Приказ по Армии», «Фабрика звёздных строителей», «Неувязка» и другие. Они пропагандировали, трактовали и показывали детские книги разных авторов. При этом режиссёр считал театр кукол разновидностью драматического и не соглашался с требованиями Госиздата ограничить репертуар. Из-за разногласий весной 1933 года Виктор Швембергер покинул Первый театр кукол в Москве ради создания собственного, с принципиально иным, серьёзным репертуаром, его место занял Сергей Розанов. В 1937-м театр был переименован в 1-й Московский кукольный театр, главным режиссёром стал Николай Михайлович Савин.
Лично меня театр перестаёт удовлетворять. Находясь в ведении Госиздата, театр принуждён в какой-то мере ограничивать свой репертуар. И я начинаю параллельно организовывать Московский областной театр, не связанный в своих возможностях.Виктор Швембергер
Во время Великой Отечественной войны театр выступал с антифашистскими программами в госпиталях, агитпунктах и частях действующей армии. Первая военная концертная программа появилась спустя неделю после начала войны. Ведущий артист театра Сергей Задонин сформировал фронтовую бригаду, которая выехала на фронт в августе 1941 года, но в сентябре актёры попали в окружение и погибли. С 1942 по 1944 год руководителем театра был Евгений Деммени. Актёры работали совместно с Ленинградским театром марионеток, эвакуированным из блокадного Ленинграда, и получили временное совместное стационарное помещение — на Никольской улице, дом 25.
В 1953 году руководителем театра стал заслуженный деятель искусств Виктор Громов. За девять лет работы он воспитал плеяду артистов-кукольников, среди которых заслуженные артисты России: Анна Бурова, Юлия Феоктистова, Татьяна Линник и другие.

### Московский театр кукол

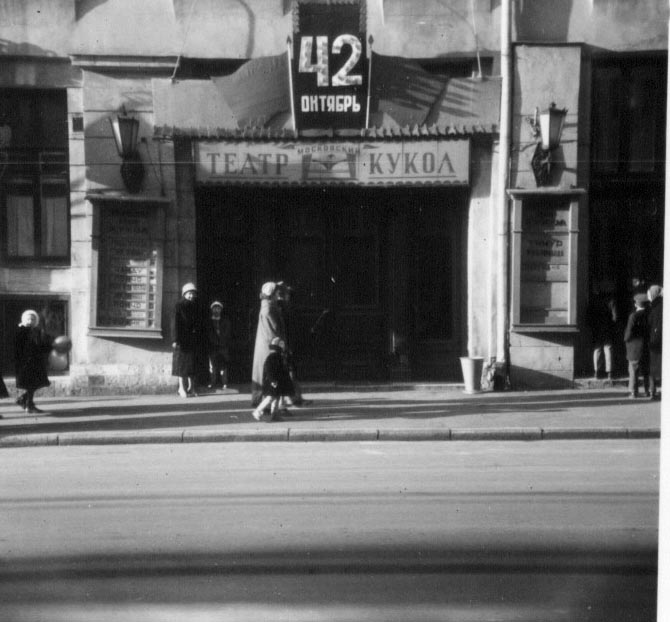
Московский театр кукол, 1959 год

В 1954 году театр в последний раз сменил название на современное — Московский театр кукол. Через четыре года он стал членом Международного союза деятелей театра кукол UNIMA. В 1962-м театр переехал в здание на Спартаковской улице, а главным режиссёром стал Борис Аблынин, он проработал в этой должности четыре года. Под его руководством в 1964-м при театре организовали актёрскую студию, впоследствии ставшую самостоятельным театром-студией «Жаворонок». Следующим главным режиссёром был назначен заслуженный деятель искусств Грузинской ССР Авксентий Гамсахурдия. При нём в 1974-м открылась Малая сцена театра. С 1978 по 1979 год главным режиссёром был Юрий Набоков.
В 1980 году указом Президиума Верховного Совета СССР Московский театр кукол был награждён орденом «Знак Почёта» за заслуги в развитии советского театрального искусства. В середине 1980-х главным режиссёром был Владимир Штейн, впоследствии удостоенный звания Лауреата Государственной премии Российской Федерации за создание Московского театра детской книги «Зелёная лампа». С 1985 года директором театра был заслуженный работник культуры РФ  Александр Николаевич Пахомов, который руководил им до 1997 года. В период с 1986 по 1991 год главным режиссёром и художественным руководителем был Леонид Хаит, основатель «театра на колёсах» «Люди и куклы». Московский кукольный театр часто выезжал на гастроли по России и за рубеж: в Канаду, Польшу, Чехословакию, США, Германию, Южную Корею, Гонконг, Тайвань и другие страны. В 1991-м художественным руководителем стал режиссёр, актёр и профессор РАТИ Вячеслав Крючков.

## Современность

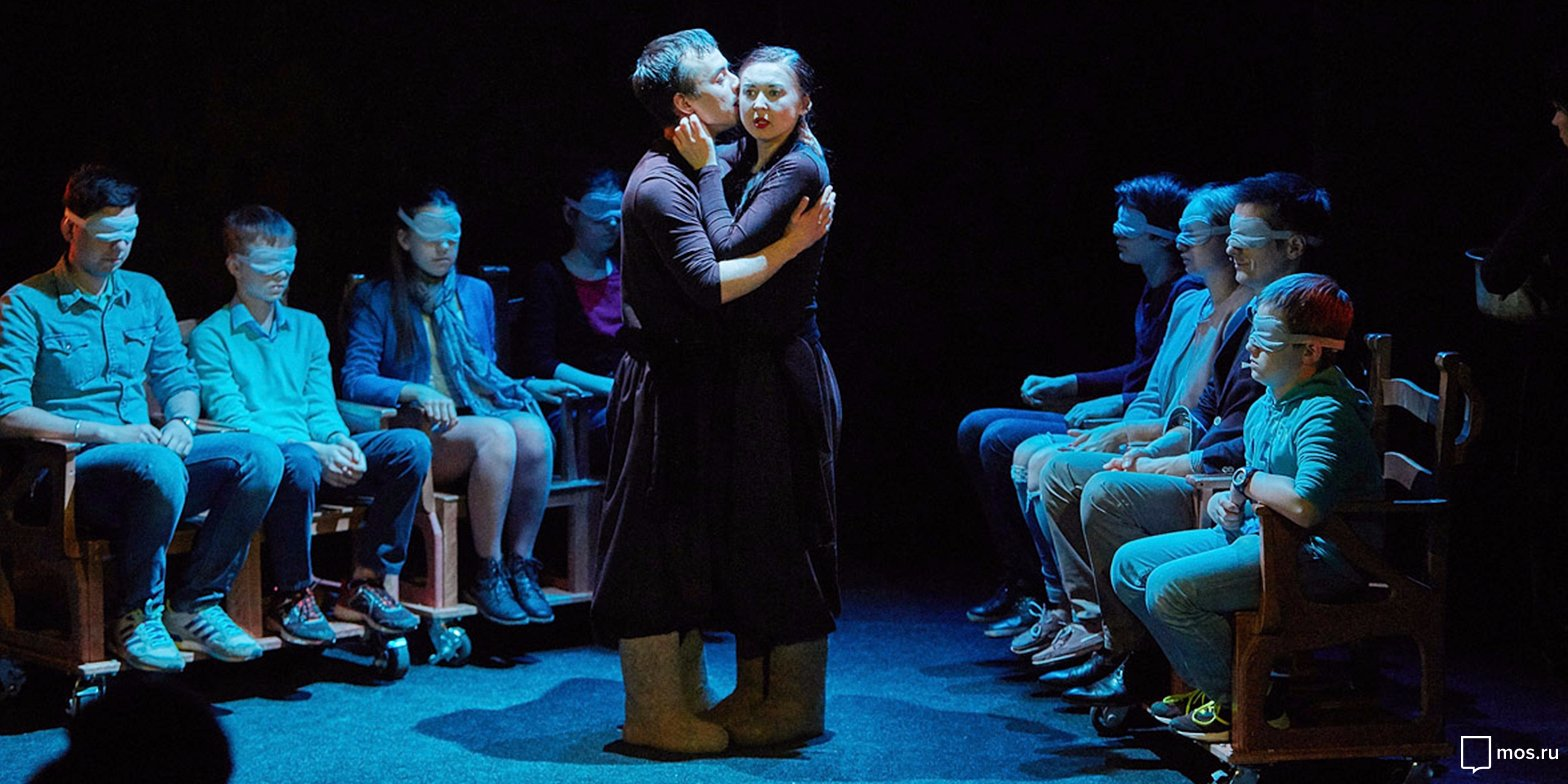
«Спектакль с закрытыми глазами» «Майская ночь», 2017 год

Весной 2012 года руководитель Департамента культуры города Москвы Сергей Капков принял решение о модернизации Московского театра кукол. Было полностью заменено руководство, директором назначили Григория Папиша. Он, в свою очередь, ввёл новую форму управления, которая предполагала создание продюсерского театра, а также определённую концепцию развития при отсутствии единого художественного руководителя театра.
Наша труппа обновилась где-то на 50-70 процентов. Мы даже особенно никого не звали, но к нам пришли люди, узнав, каких режиссёров мы пригласили, какую программу запланировали. Пришло много молодых актёров, выпускников театральных вузов, актёров среднего поколения. Мы устраивали отборы, в результате которых набрали новую плеяду актёров, но остались и многие заслуженные артисты, которые работали здесь раньше.Григорий Папиш

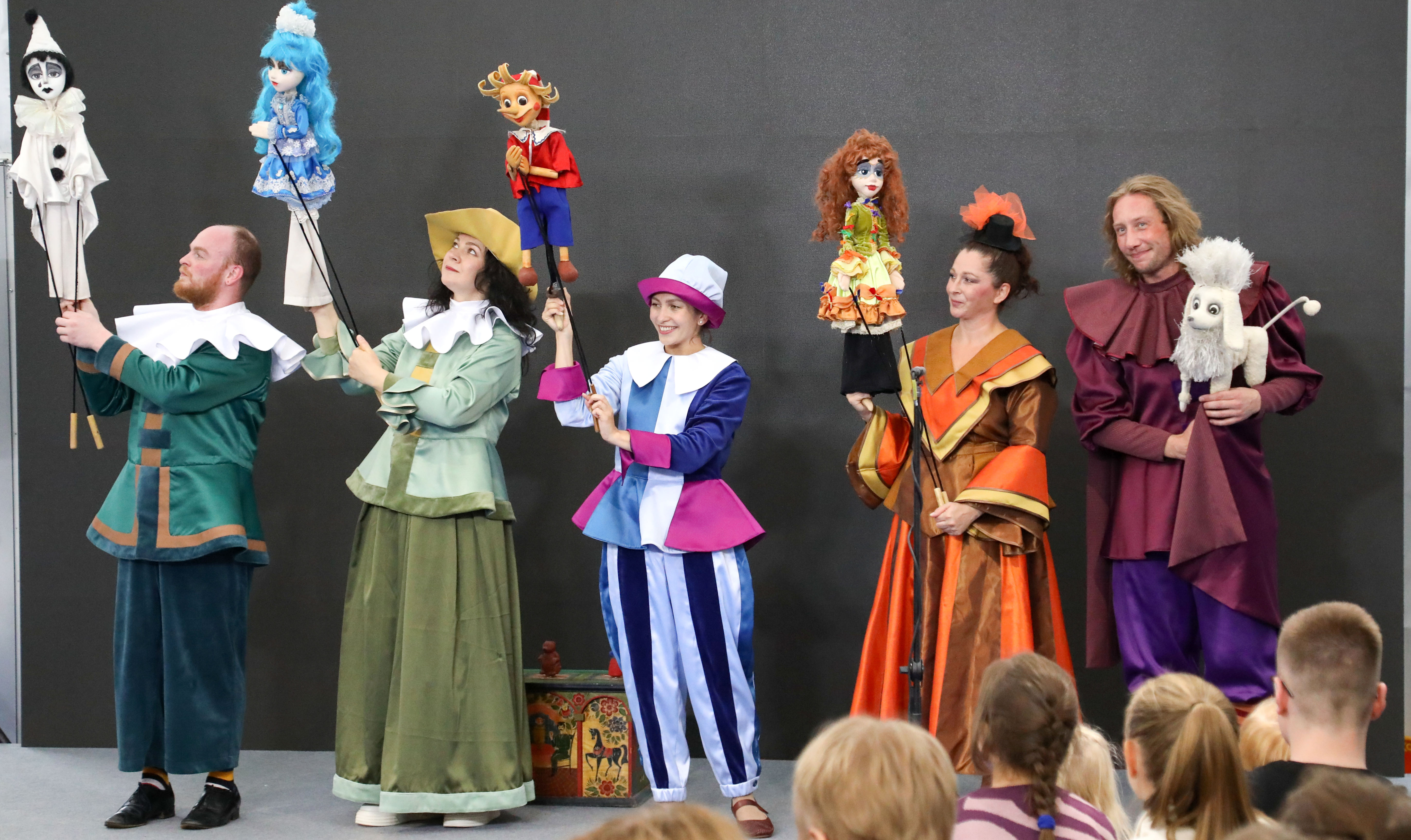
Артисты Московского театра кукол на первой Московской международной детской книжной ярмарке (2023 г.) в Экспоцентре. Спектакль «Золотой ключик, или Приключения Буратино».

Здание на Спартаковской улице отремонтировали, создали новые интерактивные площадки для вовлечения детей в некоторые спектакли. Директор планировал привлечь в театр различные возрастные группы зрителей и создал жанр «бэби-театра» для детей до трёх лет. Кроме того, по социальной программе был поставлен «спектакль с закрытыми глазами» «Майская ночь». Это была экспериментальная работа, которая заключалась в том, что зрители находятся на сцене с завязанными глазами, а актёры взаимодействуют с ними, что делает постановку доступной для незрячих людей. В ноябре 2012 года в здании прошёл первый международный фестиваль театров кукол с участием всемирно известных коллективов. Впоследствии фестивали стали проводитться каждые два года.
В марте 2014 года Григорий Папиш был уволен, в том же месяце директором театра стал Борис Киркин, бывший руководитель Театра кукол имени Образцова. Художественным руководителем стал доктор искусствоведения, президент Центра Образцова Борис Голдовский. В 2014-м спектакль «Майская ночь» стал обладателем пяти специальных призов российской национальной театральной премии «Арлекин». В июле 2017 года пост директора заняла Людмила Редько. После успешной реализации экспериментального представления для незрячих “Майская ночь” в таком же формате был переделан спектакль «Ёжик в тумане», которой в том же году стал лауреатом российской национальной театральной премии «Золотая маска» в номинации «Куклы/работа режиссера». Летом 2018-го в театре прошла «Театральная лаборатория МТК.Next»: молодые актёры-кукольники представили собственные эскизы постановок, лучшие вошли в репертуар театра.
На 2018 год в театре работают Большая и Малая сцены. Спектакли проходят для зрителей от года до 16 лет. Репертуар состоит из традиционных кукольных спектаклей и оригинальных постановок в современных формах.

## Персоналии

### Руководство
| Директора - Александр Пахомов (1985—1997) - Георгий Папиш (2012—2014) - Борис Киркин (2014—2017) - Людмила Редько ( с 2017 года) | Художественные руководители - Виктор Швембергер (1929—1933) - Сергей Розанов (1933—1937) - Николай Савин (1937—1942) - Евгений Деммени (1942—1944) - Виктор Громов (1953—1962) - Борис Аблынин (1962—1968) | - Авксентий Гамсахурдия (1968—1978) - Юрий Набоков (1978—1979) - Владимир Штейн (1980—1986) - Леонид Хаит (1986—1991) - Вячеслав Крючков (1991—2011) - Борис Голдовский ( с 2014 года) |

### Труппа
| Заслуженные артисты России - Лев Бобышев - Анна Бурова - Вера Грачёва - Татьяна Линник - Наталья Образцова - Наталья Ромашенко - Юлия Феоктистова | Артисты на 2020 год - Анна Антонова - Сергей Арбузов - Лев Бобышев - Екатерина Бодрова - Иван Болгов - Дмитрий Заставный - Евгений Ильин - Оксана Ильчук - Евгений Казаков - Александра Капустина - Михаил Коханов - Галина Кузнецова | - Марина Мухаева - Екатерина Нахабцева - Мирон Овсянников - Ирина Овсянникова (Пушкарёва) - Наталья Ромашенко - Яков Роткин - Маргарита Рыкунина - Юлия Серова - Иван Твердов - Иван Федосеев - Михаил Хлюнев - Антон Чалыш - Александр Шадрин |

## Репертуар театра
| Архивные спектакли - «Басни Крылова» - «Всегда готовы» - «Ёж и Петрушка» - «Колдун» - «Митюшкины ошибки» - «Петрушка-путешественник» - «Петрушка и ФЗС» - «Петрушкины игрушки» - «Сказка о попе и работнике Балде» - «Толстый и Тонкий» - «Маша и Медведь» | Постановки на 2020 год - «Волшебный орех. История Щелкунчика» - «Знаменитый Мойдодыр» - «Крабат — ученик колдуна» - «Огниво» - «Чиполлино» - «Все мыши любят сыр» - Сказка с закрытыми глазами «Ёжик в тумане» - «Золотой ключик, или Приключения Буратино» - «Мальчик-с-пальчик» - «Морожены сказки» - «Поехали!» - «Колобок» - «Ухти-Тухти и компания» | - «Теремок» - «Золушка» - «Школа снеговиков» - «Гиньоль имени Станиславского» - «Царевна-лягушка» - «Гусёнок» - «Зайка и его друзья» - «Майская ночь» - «Мучные младенцы» - «Слон» - «Снежная королева» - «Умник» - «Кэрролл без Алисы» |